# I Believe in You (Robby Valentine)
I Believe in You is een nummer van de Nederlandse rockmusicus Robby Valentine uit 1992. Het is de derde single van zijn titelloze eerste soloalbum.
De symfonische rockballad van bijna zeven minuten bereikte in Nederland de 8e positie in de Tipparade. Het nummer doet denken aan de muziek van Queen, Iron Maiden en Def Leppard.